# Малюкова Лариса Леонідівна
Лариса Леонідівна Малюкова (нар. 20 вересня 1959, Москва, СРСР) — радянський і російський кінокритик, сценаристка, оглядач «Нової газети», член президії Російської академії кінематографічних мистецтв «Ніка», член експертних журі Міністерства культури і Фонду підтримки кінематографа, член художньої ради «Союзмультфільм», член журі вітчизняних міжнародних кінофестивалів. Заслужений працівник культури Російської Федерації (2014).

## Біографія
Народилася 20 вересня 1959 року в Москві. Батько — Леонід Ейнахович Могилянський (1923—2018), адвокат.
В 1984 році закінчила театрознавчий факультет ГІТІСу.
В 1990 році стала кандидатом мистецтвознавства (тема дисертації: «Взаємодія мистецтв: театр і кіно. 20-ті роки»).
Працювала музичним редактором на ЦТ, редактором журналу «Радянський фільм», де в 1983 році створила рубрику «Мультирама» про анімацію республік СРСР. З тих пір є експертом в області анімації. Публікувалася в журналах: «Мистецтво кіно», «Сеанс», «Новий час», «Театр», «Радянський екран», «Variety», в газетах: «Известия», «Екран і сцена», "Коммерсантъ ", «Культура», «Тиждень».
З 2001 року — кінооглядач «Нової газети».
Член оргкомітетів МФАФ «Крок» і ОРФАК в Суздалі, в 1997—2002 — директор програм Всеросійського фестивалю візуальних мистецтв в «Орлятко».
У березні 2014 підписала лист «Ми з Вами!»  Кіносоюз на підтримку України.
У 2014 їй присуджено звання Заслужений працівник культури Російської Федерації (Указ Президента РФ № 290 2 травня 2014 року).
Спеціалізується в галузі дослідження анімаційного кіно, протягом багатьох років здійснює просування і популяризацію російської мультиплікації не тільки як автор, а й як член експертних рад, оргкомітетів, журі міжнародних і вітчизняних анімаційних фестивалів, модератор круглих столів і дискусій, присвячених проблемам сучасної анімації.

## Фільмографія
Автор сценаріїв документальних фільмів: «Фріда на тлі Фріди», «Незвичайні пригоди Дієго Дієговича в країні більшовиків», «Дивіться, небо», «Пушкінська площа», «Доля атракціону», «Герман і Кармаліта», «Якби не Коля Шатров», "Нана + Іраклій = кіно ", «Роман і трьома кутами» та ін.

## Нагороди
- Премія кінопреси ім. М. Левитина (1995)[2]
- Диплом Пресс-клубу кіножурналістів Росії (2002)
- Премії Гільдії кінознавців і кінокритиків Росії (2003, 2006)
- Призи кінофестивалю «Білі стовпи» в номінації «Кращий кінокритик року» (2005, 2008)
- Кінопремія «Лавр» (за фільм «Фріда на тлі Фріди», 2005)[3]
- Премія «Слон» (2013)[4].
- Премія «Золоте перо» Спілки журналістів Росії (2015)[5].